# Parablops
Parablops är ett släkte av skalbaggar. Parablops ingår i familjen plattnosbaggar.
Kladogram enligt Catalogue of Life:
| Parablops | \| \| Parablops pauper \| \| \| \| |
|           | \| \| Parablops pauper \| \| \| \| |
|           | Parablops pauper                   |
|           |                                    |